# إيزي تامورا
إيزي تامورا (باليابانية: 田村一聖؛ بالكانا: たむら いっせい) هو فنان قتال مختلط ياباني، ولد في 12 مارس 1984 في شيناغاوا في اليابان.

## وصلات خارجية
- إيزي تامورا على موقع شيردوغ (الإنجليزية)
- إيزي تامورا على موقع IMDb (الإنجليزية)